# 陪審員 (映画)
『陪審員』（ばいしんいん 原題：The Juror）は、1996年制作のアメリカ合衆国のサスペンス映画。デミ・ムーア、アレック・ボールドウィン出演。

## あらすじ
ある日、彫刻家でシングルマザーのアニーのもとに裁判所から、アメリカ合衆国市民としての義務である陪審員選出のための出頭要請が届いた。それは殺人容疑で起訴されたマフィアのボス・ボファーノの裁判であり、彼女はその陪審員長に選ばれた。
数日後、アニーのもとをマーク・コーデルと名乗る男性が訪れ、彼女の作品を買いたいと言った。アニーはそのハンサムで紳士的な態度に惹かれていく。
しかし後日、アニーのもとを再び訪れたマークは突如豹変し、「ボファーノを無罪に持ち込まなければ、息子のオリヴァーの命はない」と脅迫してきた。実はマークの正体はボファーノの手先の“ティーチャー”という残忍な殺し屋だった。
アニーは何とか“ティーチャー”の脅迫から逃れようとするが、彼の一枚上手な策略にはまり、無罪に持ち込まざるを得ない状況に追い詰められていく。

## 登場人物
アニー・レアード
演 - デミ・ムーア
彫刻家。シングルマザー。
マーク・コーデル/ティーチャー
演 - アレック・ボールドウィン
アミーに近づいた男性。バイヤー。
オリヴァー
演 - ジョセフ・ゴードン＝レヴィット
アニーの息子。11歳。ユーモアがある。
ジュリエット
演 - アン・ヘッシュ
アニーの親友。女医。
ルイ・ボファーノ
演 - トニー・ロビアンコ
マフィアのボス。殺人の罪で裁かれそうになる。
エディ
演 - ジェームズ・ガンドルフィーニ
ティーチャーの相棒。
タロー
演 - リンゼイ・クローズ
検事。
ジョー・ボファーノ
演 - マイケル・リスポリ
ルイの息子。

## キャスト
| 役名                          | 俳優                           | 日本語吹替                                                                              | 日本語吹替                                                                                           |
| 役名                          | 俳優                           | ソフト版                                                                                | 日本テレビ版                                                                                         |
| ----------------------------- | ------------------------------ | --------------------------------------------------------------------------------------- | --- |
| アニー・レアード              | デミ・ムーア                   | 塩田朋子                                                                                | 渡辺美佐                                                                                             |
| マーク・コーデル/ティーチャー | アレック・ボールドウィン       | 池田秀一                                                                                | 諸角憲一                                                                                             |
| オリヴァー                    | ジョセフ・ゴードン＝レヴィット | 種田文子                                                                                | 小出達也                                                                                             |
| ジュリエット                  | アン・ヘッシュ                 | 横尾まり                                                                                | 日下由美                                                                                             |
| ルイ・ボファーノ              | トニー・ロビアンコ             | 麦人                                                                                    | 宮田光                                                                                               |
| エディ                        | ジェームズ・ガンドルフィーニ   | 仲野裕                                                                                  | 辻親八                                                                                               |
| タロー検事                    | リンゼイ・クローズ             |                                                                                         | 唐沢潤                                                                                               |
| ジョー・ボファーノ            | マイケル・リスポリ             | 中多和宏                                                                                | 石住昭彦                                                                                             |
| ブーン                        | マット・クレイヴン             | 池田勝                                                                                  | |
| ロドニー                      | マシュー・カウルズ             | 上田敏也                                                                                | |
| デチーコ                      |                                | 藤城裕士                                                                                | 西村知道                                                                                             |
| リッジオ夫人                  |                                | 磯辺万沙子                                                                              | 巴菁子                                                                                               |
| 役不明又はその他              | N/A                            | 村松康雄 寺内よりえ 秋元羊介 千田光男 成田剣 安西正弘 石塚理恵 崎田美也 筒井巧 松下亜紀 | 稲垣隆史 藤本譲 佐藤史紀 村田則男 菅原淳一 定岡小百合 坂東尚樹 朝倉佐知 岩崎ひろし 清水明彦 高山綾子 |
| 日本語版スタッフ              |                                |                                                                                         | |
| 演出                          | 演出                           | 松川陸                                                                                  | 壺井正                                                                                               |
| 翻訳                          | 翻訳                           | 木原たけし                                                                              | 鈴木導                                                                                               |
| 調整                          | 調整                           | 田中和成                                                                                | 飯塚秀保                                                                                             |
| 効果                          | 効果                           |                                                                                         | VOX                                                                                                  |
| 制作担当                      | 制作担当                       | 神部宗之 稲毛弘之                                                                       | 吉田啓介                                                                                             |
| プロデューサー補              | プロデューサー補               |                                                                                         | 小林三紀子                                                                                           |
| プロデューサー                | プロデューサー                 | 吉岡美惠子                                                                              | 大塚恭司                                                                                             |
| 制作                          | 制作                           | 東北新社                                                                                | グロービジョン                                                                                       |
| 初回放送                      | 初回放送                       | N/A                                                                                     | 1999年5月28日 『金曜ロードショー』                                                                   |